# Niclas Pieczkowski
Niclas Pieczkowski (Hagen-Hohenlimburg, 28 de diciembre de 1989) es un jugador de balonmano alemán que juega como central en el VfL Eintracht Hagen y en la selección de balonmano de Alemania.
Con la selección ha ganado la medalla de oro en el Campeonato Europeo de Balonmano Masculino de 2016.

## Clubes
- VfL Eintracht Hagen (2008-2010)
- TUSEM Essen (2010-2014)
- TuS Nettelstedt-Lübbecke (2014-2016)
- SC DHFK Leipzig (2016-2021)[4]
- TSV GWD Minden (2021-2023)
- VfL Eintracht Hagen (2023- )